# Vytautas Kulakauskas
Vytautas Kulakauskas, né le 25 août 1920, à Kuršėnai, en République socialiste soviétique de Lituanie et mort le 22 décembre 2000, à Vilnius, en Lituanie, est un joueur et entraîneur soviétique de basket-ball. 

## Palmarès
- Champion d'Europe 1947